# سالدازوله
سالدازوله (به ایتالیایی: Scaldasole) یک کومونه در ایتالیا است که در استان پاویا واقع شده‌است. سالدازوله ۱۱٫۶ کیلومتر مربع مساحت و ۹۰۲ نفر جمعیت دارد.